# Puluwat (langue)
Cet article concerne la langue puluwat. Pour l'île de Puluwat, voir Puluwat.
Le puluwat (ou pulape, pulusuk ou puluwatais, calque de l'anglais Puluwatese) est une langue micronésienne parlée sur les îles de Polowat, Pollap et Houk (Pulusuk), à l’ouest de l’État de Chuuk (dans les îles Carolines orientales) aux États fédérés de Micronésie. Il est parlé par 1 360 locuteurs, y compris dans la municipalité de Tamatam (Pollap),. Il est intercompréhensible à 64 % avec le satawal (avec 88 % du lexique en commun).

## Dialectes
Glottolog liste trois dialectes :
- puluwatais au sens propre
- pulapais
- pulusukais